# Dayat Aoua
Dayat Aoua (franska: Dayat Aoua (CR), Dayat Aoua (Commune Rurale), arabiska: سيدي حساين أو علي) är en kommun i Marocko.   Den ligger i provinsen Ifrane och regionen Fès-Meknès, i den nordöstra delen av landet, 180 km öster om huvudstaden Rabat. Antalet invånare är 8 699.